# تيجافيبير

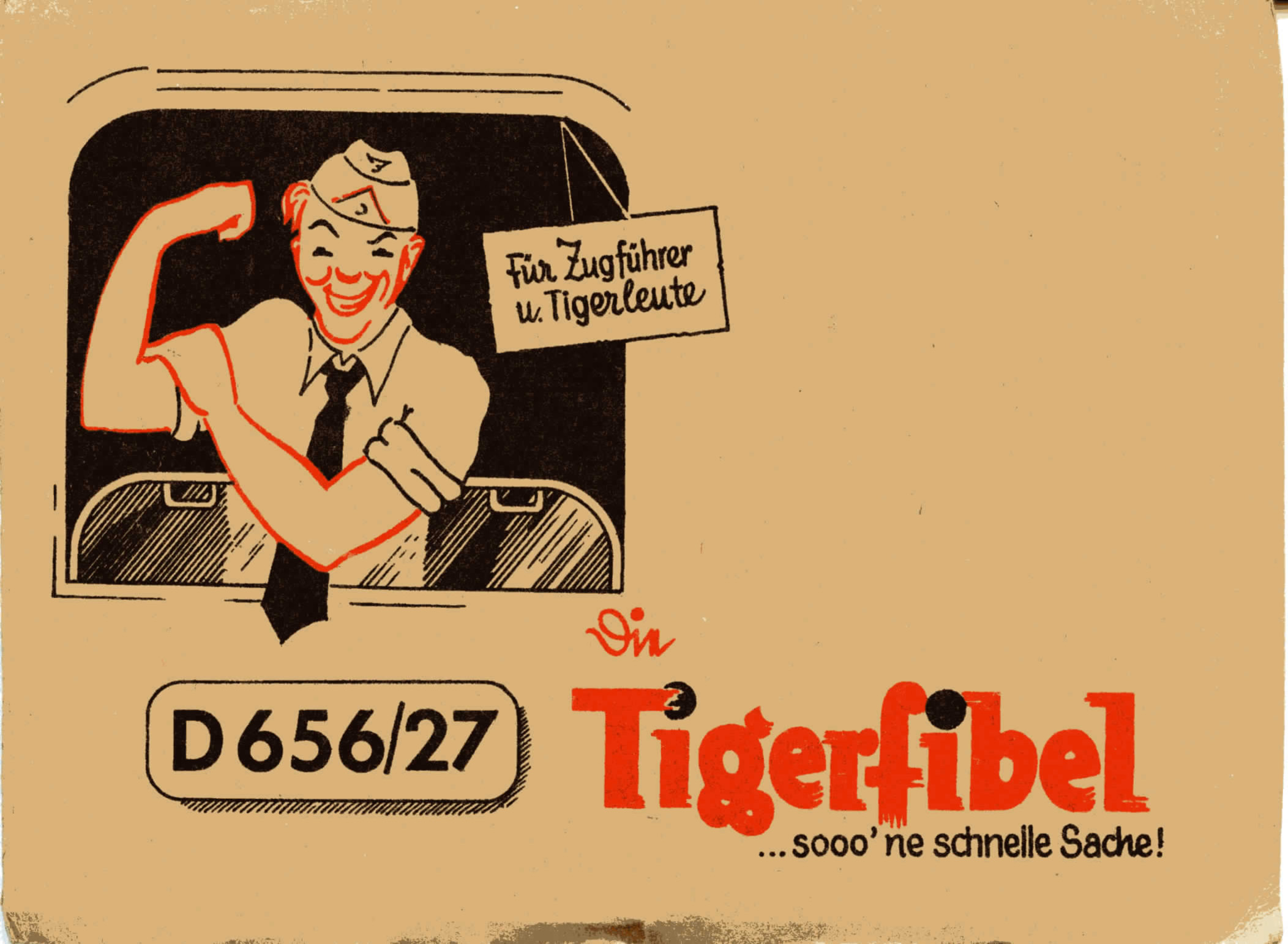
غلاف دليل دبابات Tigerfibel نشر خلال الحرب العالمية الثانية في ألمانيا

Tigerfibel وPantherfibel كتيبات تعليمات لأفراد الطاقم للدبابات الألمانية في الحرب العالمية الثانية، والدبابة الثقيلة من طراز دبابة النمر 1 والدبابة المتوسطة من طراز دبابة بانثر.
مثل الكتيبات الأخرى المصنفة على أنها Fibel (التمهيدي الأساسي)، يبدو أنها كانت تهدف إلى تلخيص ما يحتاجه الطاقم لمعرفته للاستخدام اليومي للدبابات، وللفت انتباههم. وهي مصورة جيدًا بأسلوب هزلي وكثير من النص مكتوب على أنه شعر بطريقة فكاهية. يختلف Fibel بشكل ملحوظ عن النمط الممل النموذجي لدليل الدبابات الألماني في تلك الفترة.
تمت الموافقة على الأدلة من قبل هاينز جوديريان، المفتش العام لقوات بانزر. في حالة دليل النمر أصدر موافقته بأسلوب القافية في الدليل، منتهيًا بالكلمات، Die Pantherfibel ist genehmigt؛ wer sie nicht kennt، der wird erledigt (تقريبًا «تم اعتماد الكتيب التمهيدي لبانثر؛ من يدري أنه لن تتم إزالته.» )

## روابط خارجية
- الوجه من خلال Tigerfibel الكامل عبر الإنترنت مع ترجمات مع تاريخ قصير
- تنزيل Tigerfibel
- تحميل Tigerfiebel (ملف مضغوط)
- تنزيل Pantherfibel